# Randolph Runnels
Randolph «Ran» Runnels (Misisipi, 23 de diciembre de 1827 - Nicaragua, 7 de julio de 1882) fue un ranger y cazarrecompensas estadounidense que actuó en la región del istmo de Panamá en tiempos de la construcción del Ferrocarril de Panamá.

## Biografía
Era sobrino de Georges Hiram Runnels. Fue policía montado en el estado de Texas y participó en la guerra de la India. Llegó a Panamá, a sus 20 años, contratado por la compañía del ferrocarril que estaba buscando un hombre capaz de pacificar el Istmo para la construcción del Ferrocarril de Panamá, el primer ferrocarril intercontinental, que fue inaugurado en 1855.
Se radicó en Panamá y abrió una empresa de alquiler de mulas y servicios de transporte. Esta era un disfraz de su verdadera ocupación, el exterminio de bandidos -el llamado "Darienni"- que plagaba la zona de tránsito del Istmo durante los días de la construcción del ferrocarril.
Después de registrar los movimientos y el nombre de los bandidos en un "libro negro", Runnels, con la ayuda de la compañía del ferrocarril y la aprobación tácita de las autoridades de Colombia y EE. UU., creó una compañía de agentes llamados "El Guardián del Istmo", con quien organizó un par de ejecuciones en masa, una de los cuales cobró la vida de 37 presuntos criminales. Sus cuerpos fueron hallados una mañana colgados cerca del dique del mar de la Ciudad de Panamá. En otra purga, 41 personas murieron. 
También se cree que Runnels estaba a cargo de reprimir el descontento laboral, y que supuestamente azoto al alcalde de la localidad de Las Cruces, en la plaza del pueblo, para poner fin a un paro laboral. 
Apodado "El Verdugo" Runnels y su Guardianes del Istmo se dice que habían mitigado el crimen para el momento en el que Ferrocarril de Panamá se terminó.

## Incidente de la Tajada de Sandía
Runnels también era famoso en Panamá por su papel en el Incidente de la tajada de sandía (conocida en inglés como Watermelon War) en 1856 nombre dado a un disturbio antiamericanos que empezó cuando un viajero norteamericano llamado Jack Oliver se negó a pagar por una tajada de sandía que había comprado a un vendedor ambulante. Un motín muy violento tuvo lugar en el que murieron 15 personas. La violencia se calmó cuando Runnels y sus hombres llegaron al lugar y rescataron a los viajeros asaltados por la turba.
Una consecuencia de ese incidente fue la Intervención del Cuerpo de Marina de los Estados Unidos (US Marine Corps) en Panamá, algunas semanas después. 
Poco después de salir de Panamá, fue nombrado cónsul de Estados Unidos en Nicaragua, donde falleció en 1882.
Sus restos descansan en el cementerio municipal de la ciudad de Rivas, en el sur de Nicaragua. Ciudad donde se libraron dos batallas de 1855 y 1856 contra Willian Walker.
Gran parte de la información sobre Runnels se encuentra en el libro The Golden Road (La Ruta de Oro), cuyo contenido puede ser ficticio. Más información relacionada viene de sus cartas para su hermana que vivía en la década de 1930 y que guardó sus cartas.